# Škoda Rapid (2012)
Pour les articles homonymes, voir Škoda Rapid.
 (décembre 2018).
La Škoda Rapid est une automobile produite par le constructeur tchèque Škoda à partir de 2012. Il s'agit de la troisième génération de la Rapid après celles de 1935 et de 1984. Elle est déclinée en berline bicorps (Rapid Spaceback) et tricorps, toutes deux à hayon.

## Présentation
La Rapid est née de la volonté de Škoda de disposer d'une compacte de taille intermédiaire entre la polyvalente Fabia et la berline Octavia. Déclinée d'abord en version tricorps à hayon pour les marchés d’Europe du Sud et de l'Est, elle bénéficiera par la suite d'une version bicorps, dénommée Spaceback, pour correspondre aux attentes des marchés d’Europe du Nord.

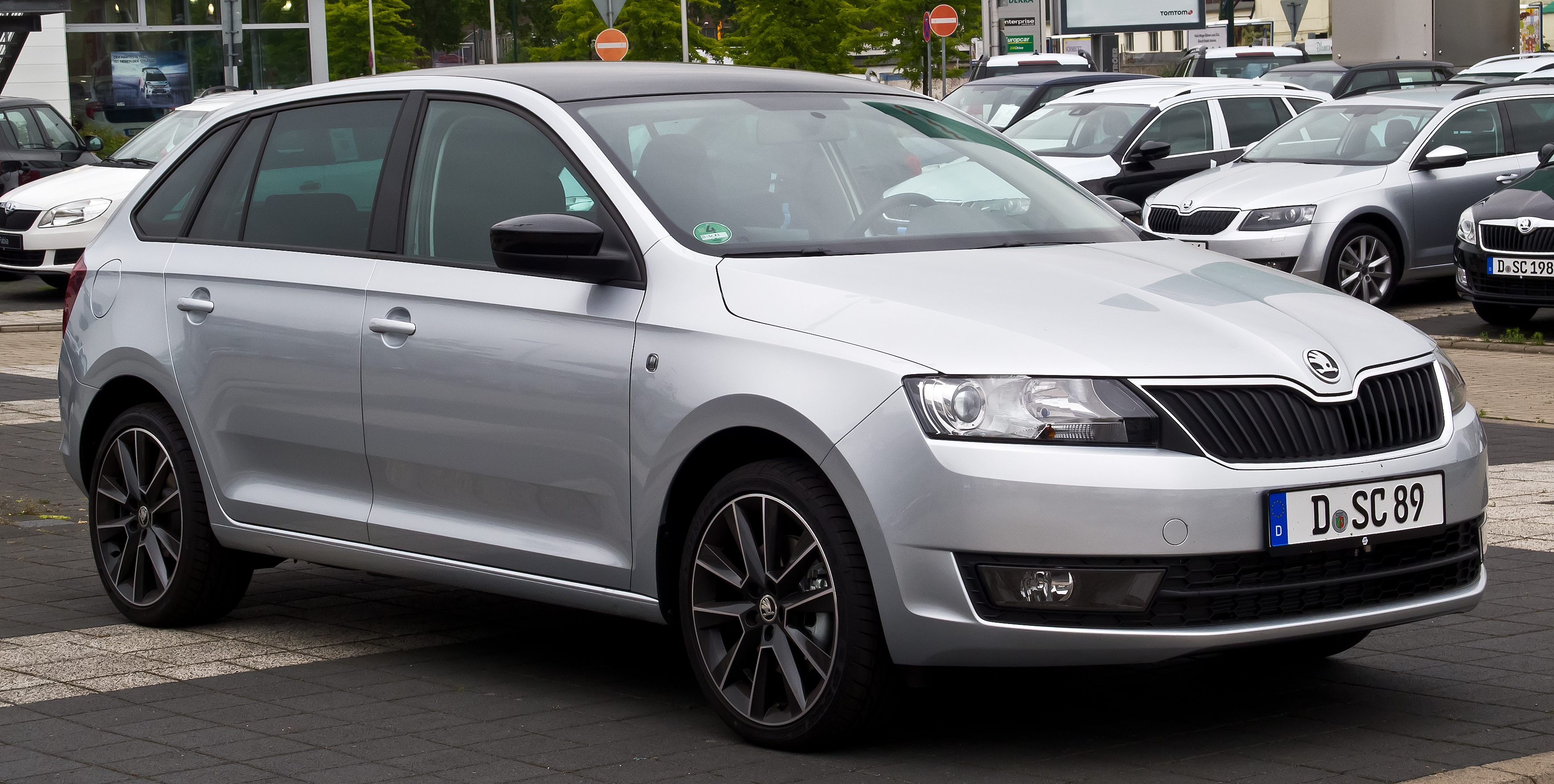
Škoda Rapid Spaceback

Elle est la cousine de la Seat Toledo IV. En 2017, la Rapid est restylée et présentée au salon de Genève 2017 : des projecteurs à LED entourent les phares et les feux arrière, un jonc chromé apparaît sur les antibrouillards et l'habitacle est redessiné.

## Finitions
- Active
- Ambition
- Elegance
- Style Plus
- Business Plus
- Clever
- Drive
- Tour de France (4 portes)
- Monte Carlo (Spaceback)

## Autres variantes

### Rapid Scoutline
En 2015, Škoda Auto lance une version tout-chemin et sportive de sa Rapid sur sa déclinaison Spaceback, appelée Scoutline.

### Atero
En mai 2016, vingt-six étudiants de l'académie Skoda ont réalisé un concept de coupé 3 portes sur la Rapid Spaceback, baptisé Atero.